# Zikanapis tucumana
Zikanapis tucumana är en biart som först beskrevs av Jesus Santiago Moure 1945.  Zikanapis tucumana ingår i släktet Zikanapis och familjen korttungebin. Inga underarter finns listade i Catalogue of Life.